# لك بن
لك بن هي قرية في مقاطعة بيرانشهر، إيران. عدد سكان هذه القرية هو 405 في سنة 2006.